# Robert David d'Angers
Robert David d'Angers, né Robert David à Paris le 21 mai 1833 et mort à Neuilly-sur-Seine le 3 juin 1912 est un sculpteur français.
Il est le fils et biographe de Pierre-Jean David d'Angers (1786-1856).

## Biographie
Robert David d'Angers est le fils du sculpteur  Pierre-Jean David d'Angers et d'Émilie Maillocheau, sa femme. Il est né à Paris en 1833 et est élève du sculpteur Jean-Jules Allasseur. Il commence à exposer en 1868. On lui doit des médaillons et plusieurs bustes dont un, celui de son père, fut commandé par l'État pour le musée de Versailles. Pendant toute sa vie, il s'applique pieusement à conserver intacte la mémoire de David d'Angers, s'efforçant de protéger contre les atteintes du temps le renom du célèbre artiste. En 1867, il publie un album photographique reproduisant les médaillons de David, et, plus tard, fait don au musée du Louvre de la collection presque complète de ces médaillons en bronze. Il prend part pour la dernière fois au Salon en 1894.
Il meurt à Neuilly-sur-Seine le 3 juin 1912,. 

## Œuvres

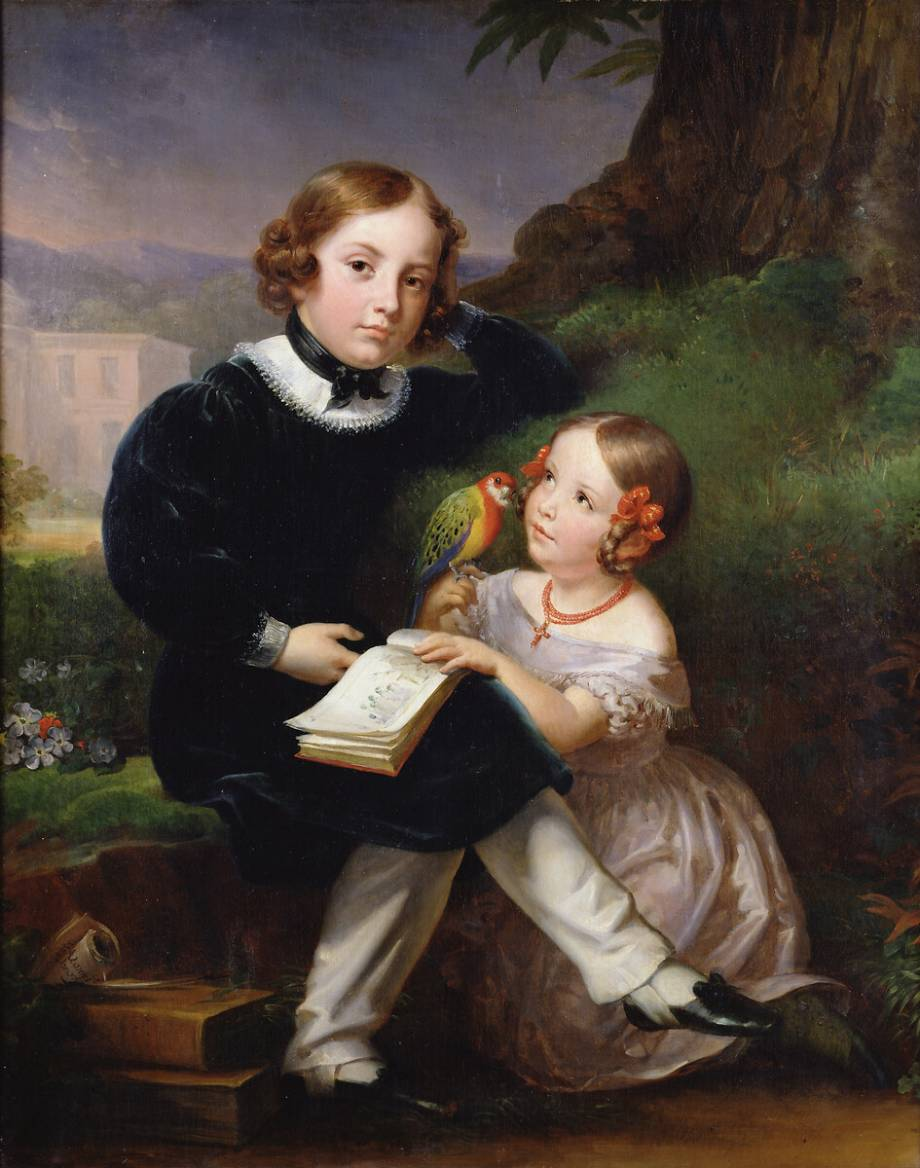
Marie-Éléonore Godefroid, Portrait des enfants de David d'Angers, Robert et Jeanne Hélène, Salon de 1842 (Angers, musée des Beaux-Arts)

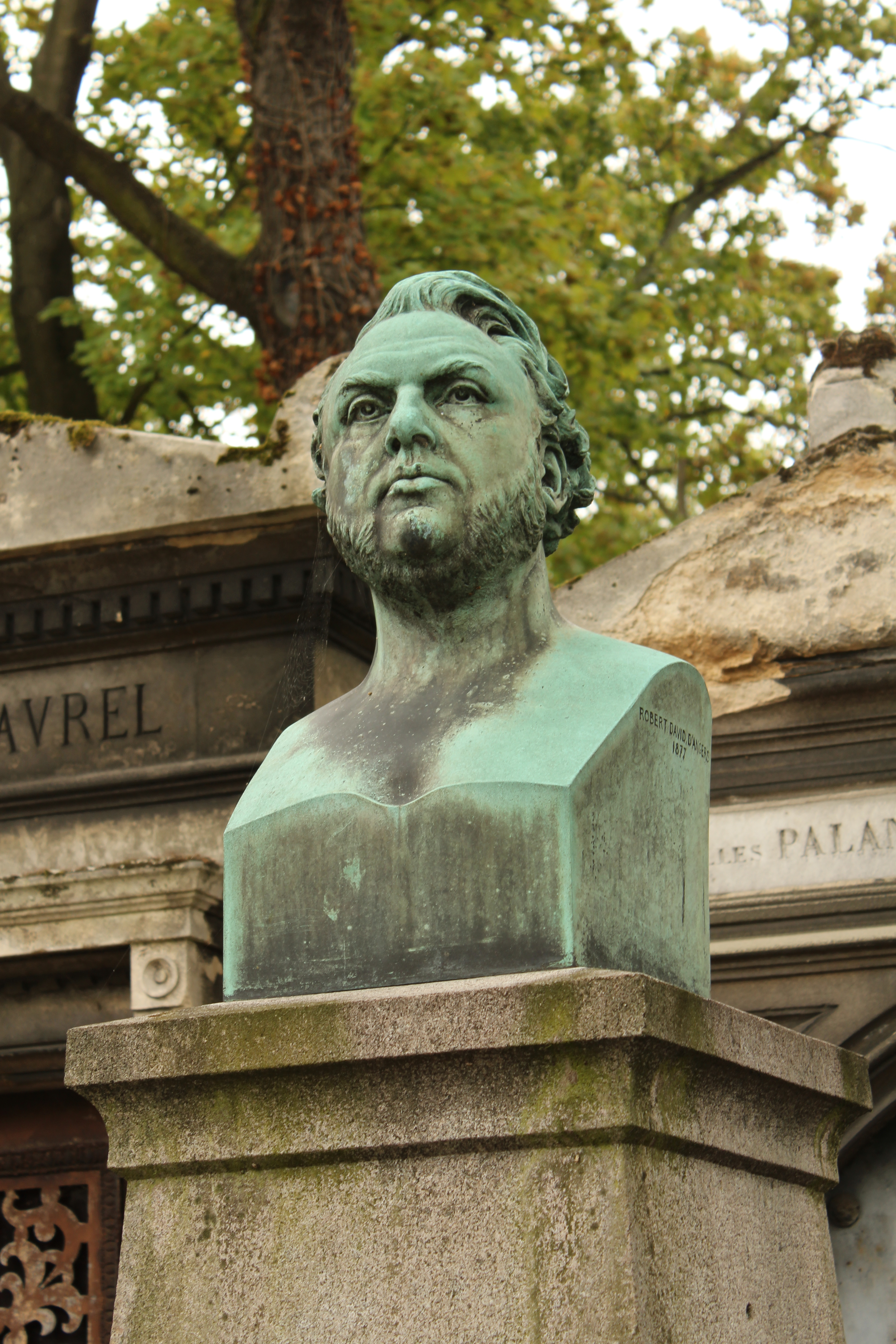
Alexandre Ledru-Rollin (1877), Paris, cimetière du Père-Lachaise.

- J.-J.-F. Le Goupil, praticien de David d'Angers. Médaillon en bronze. Diam. 0m18. Signé et daté de 1865. Musée David, à Angers. Don de l'auteur. Ce médaillon a figuré au Salon de 1876 (n° 3194).
- Pierre-Jean David d'Angers. Médaillon en plâtre. Diam. 0m52. Signé et daté de 1868. Musée David, à Angers. Don de l'auteur. Ce médaillon a été exposé au Salon de 1868 (n° 3519).
- Édouard Pailleron. Buste en terre cuite. Salon de 1869 (n° 3354).
- Portrait de M. G. Bordillon. Médaillon en plâtre. Salon de 1869 (n° 3355).
- M. Carnot, ancien député de la Seine. Buste en terre cuite. Salon de 1870 (n° 4407).
- Portrait de Mme V... Médaillon en terre cuite. Salon de 1870 (n° 4408).
- L. Franchetti, commandant des éclaireurs à cheval, blessé mortellement au combat de Villiers, le 2 décembre 1870. Buste en bronze. Salon de 1873 (n° 1602). Ce buste appartenait au cercle des Éclaireurs, à Paris.
- M. Cléry. Buste en marbre. Salon de 1874 (n° 2787).
- Portrait de Mme A. D... Médaillon en terre cuite. Salon de 1874 (n° 2788)
- Portrait de M. G. D... Médaillon en bronze. Salon de 1874 (n° 2789).
- Jeune fille. Buste en marbre. Salon de 1875 (n° 3001).
- Mme M. T... Buste en marbre. Salon de 1875 (n° 3002).
- Sapho. Statue en plâtre. Salon de 1876 (n° 3193).
- Mlle Jeanne Samary, de la Comédie-Française, dans « Petite pluie ». Salon de 1877 (n° 3682).
- M. Michel Bouquet. Buste en marbre. Salon de 1877 (n° 3693).
- Alexandre Ledru-Rollin (1807-1874), homme politique. Buste en bronze. H. 0m78. Signé et daté de 1877. Paris, cimetière du Père-Lachaise. Ce buste a été exécuté d'après celui qui fut exposé par Joseph Garraud au Salon de 1849. Le monument de Ledru-Rollin a été inauguré le 24 février 1878.
- Portrait de M. G. L... Médaillon en plâtre. Salon de 1878 (n° 4167).
- L'Amour maternel, scène du massacre des Innocents. Groupe en marbre. H. 0 m 65. Signé et daté de 1878. Musée d'Angers. Envoi de l'artiste en 1890. Ce marbre a figuré au Salon de 1878 (n° 4168). Le modèle en plâtre a été exposé au Salon de 1872 (n° 1632).
- Pierre-Jean David d'Angers, statuaire, membre de l'Institut. Buste en marbre, commandé par le ministre de l'Instruction publique et des Beaux-Arts. Ce buste est entré au Musée de Versailles en 1884. Il a figuré au Salon de 1879 (n° 4941). Le modèle en plâtre, signé et daté de 1878, a été donné par l'auteur au musée d'Angers.
- M. Got, sociétaire de la Comédie-Française. Buste en bronze. Salon de 1879 (n° 4942).
- Pêcheuse d' Yport. Médaillon en bronze. Salon de 1880 (n° 6244).
- M. Paul Casimir-Perier, député de la Seine-Inférieure. Buste en terre cuite. Salon de 1882 (n° 4263).
- Pierre David d'Angers. Buste en marbre. Salon de 1882 (n° 4264).
- Portrait de M. A. Duval ; Portrait de Martin ; Tête de jeune fille, trois médaillons en bronze. Salon de 1883 (n° 3530).
- Portrait de Mlle M. D... Médaillon en bronze. Salon de 1885 (no 3574).
- Paysanne de l'Anjou. Buste en plâtre.. Salon de 1885 (n° 3575).
- Mlle M. D... Buste en marbre. Salon de 1886 (n° 3755).
- Portraits de M. et Mme E. J...; Portrait de Mlle B..., trois médaillons en bronze. Salon de 1886 (n° 3756).
- Portraits de MM. Nunès, Got, Crosti, Étienne Arago, Damain, Robert N..., Barbier de Magnard, Oppenheim et de Mme Aline N..., neuf médaillons en bronze. Salon de 1887 (n° 3844).
- M. Thierry-Poux ; Mlle Blanche ; M. A. Maillard ; Édouard Pailleron ; Marie Pailleron ; Dr Max Legrand : M. G. Escoffier ; Gustave Nicole, huit médaillons en bronze. Salon de 1888 (n° 3989).
- Victor Pavie. Médaillon en bronze. Diam. 0m17. Signé et daté de 1887. Salon de 1888 (n° 3989). Musée d'Angers. Envoi de l'auteur en 1889.
- Pêcheuse (souvenir d'Yport). Haut relief en bronze. Salon de 1889 (no 4261).
- Mlle Anaïs R... Médaillon en bronze. Salon de 1890 (n° 3742).
- Mlle Victorine R... Médaillon en bronze. Salon de 1890 (n° 3743).
- Mlle Jeanne Louis Noël. Médaillon en bronze. Salon de 1891 (n° 2433).
- M. de la Beissière, professeur au lycée David d'Angers. Buste en bronze. Salon de 1894 (n° 2984).